# Bulgarische Badminton-Mannschaftsmeisterschaft
Bulgarische Badminton-Mannschaftsmeisterschaften werden seit 1985 ausgetragen. Es gibt separate Titelkämpfe für Herren-, Damen- und gemischte Teams.

## Die Titelträger
| Saison | Herrenteam                | Damenteam                 | Gemischtes Team           |
| ------ | ------------------------- | ------------------------- | ------------------------- |
| 1985   | BSC Haskovo               |                           |                           |
| 1986   | Start Club Sofia          |                           |                           |
| 1987   | BSC Haskovo               |                           |                           |
| 1988   | Start Club Sofia          | BK Ljulin                 |                           |
| 1989   | BSC Haskovo               | BK Ljulin                 |                           |
| 1990   | BK Ljulin                 |                           |                           |
| 1991   | BK Pazardzhik             | BK Ljulin                 |                           |
| 1992   | BK Pazardzhik             | BK Ljulin                 |                           |
| 1993   | BK Pazardzhik             | BK Ljulin                 |                           |
| 1994   | BK Pazardzhik             | BK Ljulin                 |                           |
| 1995   | Atakom Stara Zagora       | BK Ljulin                 |                           |
| 1996   | BK Ljulin                 | BK Ljulin                 |                           |
| 1997   | Akademik Sofia            | BK Ljulin                 |                           |
| 1998   | BC Badminton-Atako        | BK Ljulin                 | BK Ljulin                 |
| 1999   | Akademik Sofia            | BK Ljulin                 | BK Ljulin                 |
| 2000   | Akademik Sofia            | BK Ljulin                 | Akademik Sofia            |
| 2001   | Akademik Sofia            | BK Ljulin                 |                           |
| 2002   | BSC Haskovo               | BK Ljulin                 | BSC Haskovo               |
| 2003   | BSC Haskovo               | BK Ljulin                 | BSC Haskovo               |
| 2004   | BSC Haskovo               | BK Ljulin                 |                           |
| 2005   | Akademik Sofia            | BK Ljulin                 |                           |
| 2006   | Akademik Sofia            | PSKPIS Levski-Lulin Sofia | PSKPIS Levski-Lulin Sofia |
| 2007   | PSK Ivan Sports Sofia     | BK Ljulin                 | PSK Ivan Sports Sofia     |
| 2008   | SK Badminton Stara Zagora | BSC Haskovo               | SK Badminton Stara Zagora |
| 2009   | Akademik Sofia            | BK Ljulin                 | SK Badminton Stara Zagora |
| 2010   | Akademik Sofia            | BK Ljulin                 | BK Ljulin                 |
| 2011   | BK VIAS Sofia             | BSC Haskovo               | BK Ljulin                 |
| 2012   | BK VIAS Sofia             | SK Badminton Stara Zagora | SK Badminton Stara Zagora |
| 2013   | BSC Haskovo               | BK VIAS Sofia             | SK Badminton Stara Zagora |
| 2014   | SK Badminton Stara Zagora | BSC Haskovo               | BSC Haskovo               |
| 2015   | BK VIAS Sofia             | BSK Stars Sofia           | SK Badminton Stara Zagora |
| 2016   | BK VIAS Sofia             | SK Badminton Stara Zagora | SK Badminton Stara Zagora |
| 2017   | BSC Haskovo               | SK Badminton Stara Zagora | SK Badminton Stara Zagora |
| 2018   | Viktori BK Sofia          | SK Badminton Stara Zagora | BSC Haskovo               |
| 2019   | BK VIAS Sofia             | BK Pazardzhik             | BK Ljulin                 |
| 2020   | BK VIAS Sofia             | BK Pazardzhik             | Viktori BK Sofia          |